# Bantayan (Insel)
Bantayan ist eine philippinische Insel in der Visayas-See.

## Lage
Die Insel liegt nordwestlich der Insel Cebu. Ihre Länge beträgt ca. 16 Kilometer (Nord-Süd), die Breite etwa 10 km, sie umfasst 116,4 km². Südwestlich und östlich liegen Kinatarkan, Hilantagaan und weitere kleine Inseln. Die philippinische Hauptinsel Negros liegt im Südwesten und Panay im Westen. Auf der Insel lebten im Jahr 2000 über 120.000 Einwohner. Sie gehört zur Provinz Cebu.
Die Insel ist mit der Fähre vom Hafen im Barangay Hagnaya auf Cebu oder von Sagay City auf Negros erreichbar. Der kleine Flughafen Bantayan Airport (ICAO-Code: RPSB) liegt nahe der Stadt Santa Fe und wird von der Fluggesellschaft Mid-Sea Express angeflogen.

## Verwaltungsgliederung
Die Insel gehört zur Provinz Cebu und ist in folgende Gemeinden gegliedert:
- Bantayan
- Madridejos
- Santa Fe